# Dawid Nilsson
Dawid Ivar Nilsson (ur. 31 sierpnia 1977 w Sławnie) – polski piłkarz ręczny, mistrz i reprezentant Polski.

## Kariera sportowa
Był zawodnikiem Gwardii Koszalin, Wybrzeża Gdańsk (1995-2001), szwedzkiej drużyny IFK Skövde HK (2001-2005), baskijskiej Bidasoa Irun (2005-2007), duńskiego Aarhus GF (2006-2008), hiszpańskiej Cuenca 2016 (2008-2010), francuskiej Dunkerque HB Grand Littoral (2010-2012). W latach 2012–2016 ponownie reprezentował barwy Wybrzeża Gdańsk.
Z Wybrzeżem zdobył w 2000 i 2001 mistrzostwo Polski, z IFK Skövde HK wywalczył Challenge Cup w 2004, a jego zespół w 2004 doszedł do półfinału ligi szwedzkiej, w 2005 grał w finale, przegranym z IK Sävehof. Z Aarhus GF zajął 3. miejsce w lidze w sezonie 2007/2008, z Dunkerque HB Grand Littoral zdobył w 2011 Puchar Francji, a jego zespół zajął 3. miejsce w lidze. W 2012 wystąpił natomiast w przegranym finale Pucharu EHF.
W latach 2002–2006 wystąpił 58 razy w reprezentacji Polski seniorów, zdobywając 95 bramek, zagrał m.in. na mistrzostwach świata w 2003 (10. miejsce), mistrzostwach Europy w 2004 (16. miejsce) i mistrzostwach Europy w 2006 (10. miejsce).
W 2018 został najpierw asystentem Marcina Markuszewskiego w Spójni Gdynia, a w lutym 2018 objął funkcję pierwszego trenera tego zespołu.
Z dniem 1 lipca 2019 został trenerem zespołu Stal Mielec.